# Palazzo Gatto (Pagani)
Palazzo Gatto è un palazzo storico paganese, sito in piazza Corpo di Cristo, di fronte alla chiesa omonima.

## Descrizione
L'edificio, antica sede del municipio di Pagani, conserva praticamente invariato l'impianto originario: una facciata semplice ed austera, con un lungo balcone su ci affacciano due aperture (sormontate da timpani triangolari), una delle quali ospita il portale d'ingresso, sulla cui chiave di volta è ben visibile lo stemma della città di Nocera dei Pagani.
Vi si trova un'edicola votiva dedicata alla Madonna delle Galline.